# Nana Akua Birmeh
 (janvier 2023).
Nana Akua Oppong Birmeh est une pionnière dans l'architecture au Ghana. Elle est la créatrice du premier cabinet d’architecture dirigé par des femmes. Un cabinet où les mères peuvent allaiter pendant leur travail et où les enfants plus âgés peuvent faire leurs devoirs après l’école. Elle est lauréate en 2017 du prix Forty under 40 Awards dans la catégorie architecture. La même année elle est répertoriée comme l'une des 100 femmes par la BBC,,.

## Biographie

### Origines et études
Nana Akua Birmeh naît et grandit à Kumasi entre 1981 et 1982 . Elle est au prime abord diplômée en arts visuels et communication graphique avant d’obtenir son diplôme en architecture à l’université Kwame Nkrumah des sciences et des technologies,,,.

## Carrière
Nana Akua Birmeh mère de quatre enfants cherche le moyen de concilier sa vie de mère de famille et sa profession d'architecte. Un environnement sans contrainte pour la femme qu'elle est et les autres. Afin de réaliser ce rêve, elle fonde en 2011 Arch Xenus (AX), premier et plus grande entreprise d’architecture gérée par des femmes. Dans ce cabinet, elle conçoit un environnement de travail qui favorise l’équilibre, en particulier pour les mères.
Le Cabinet réalise certains des plus grands projets architecturaux au Ghana. En 2017, ArchXenus comptabilise 53 projets avec un budget total d’environ 140 millions de dollars,,.